# Đội tuyển bóng đá bãi biển quốc gia Belize
Đội tuyển bóng đá bãi biển quốc gia Belize đại diện Belize tham dự các giải thi đấu bóng đá bãi biển quốc tế và được điều hành bởi Liên đoàn bóng đá Belize, cơ quan quản lý bóng đá ở Belize.

## Đội hình hiện tại
Ghi chú: Quốc kỳ chỉ đội tuyển quốc gia được xác định rõ trong điều lệ tư cách FIFA. Các cầu thủ có thể giữ hơn một quốc tịch ngoài FIFA.
| Số | VT | Quốc gia | Cầu thủ      |
| -- | -- | -------- | ------------ |
| 1  | TM |          | Frank Lopez  |
| 2  | HV |          | Sean Mas     |
| 3  | TV |          | John King    |
| 4  | TĐ |          | Franz Nunez  |
| 5  | TV |          | Jeremy James |
| 6  | HV |          | Elton Gordon |

| Số | VT | Quốc gia | Cầu thủ       |
| -- | -- | -------- | ------------- |
| 7  | TĐ |          | Dennis Serano |
| 8  | HV |          | Lloyd Nunez   |
| 9  | TV |          | Lionel Cabral |
| 10 | TV |          | Keithon Dyer  |
| 11 | TĐ |          | Shawn Vasquez |
| 12 | TM |          | Rugerri Trejo |

## Thành tích

### Giải vô địch bóng đá bãi biển Bắc, Trung Mỹ và Caribe
| Năm                              | Vòng          | Vt            | St            | T             | T h.p./pso    | B             | BT            | BB            | HS            |
| -------------------------------- | ------------- | ------------- | ------------- | ------------- | ------------- | ------------- | ------------- | ------------- | ------------- |
| Puntarenas, Costa Rica. 2006     | Không tham dự | Không tham dự | Không tham dự | Không tham dự | Không tham dự | Không tham dự | Không tham dự | Không tham dự | Không tham dự |
| Puerto Vallarta, Mexico. 2008    | Không tham dự | Không tham dự | Không tham dự | Không tham dự | Không tham dự | Không tham dự | Không tham dự | Không tham dự | Không tham dự |
| Puerto Vallarta, Mexico. 2009    | Không tham dự | Không tham dự | Không tham dự | Không tham dự | Không tham dự | Không tham dự | Không tham dự | Không tham dự | Không tham dự |
| Puerto Vallarta, Mexico. 2011    | Không tham dự | Không tham dự | Không tham dự | Không tham dự | Không tham dự | Không tham dự | Không tham dự | Không tham dự | Không tham dự |
| Nassau, Bahamas. 2013            | Không tham dự | Không tham dự | Không tham dự | Không tham dự | Không tham dự | Không tham dự | Không tham dự | Không tham dự | Không tham dự |
| Costa del Sol, El Salvador. 2015 | Vòng bảng     | 12            | 3             | 1             | 0             | 2             | 13            | 26            | -13           |
| Tổng cộng                        | 0 danh hiệu   | 1/6           | 3             | 1             | 0             | 2             | 13            | 26            | -13           |